# Janie Haddad Tompkins
Janie Haddad Tompkins (* 28. Oktober 1972 in West Virginia als Anna Jane Haddad) ist eine US-amerikanische Schauspielerin.

## Leben
Janie Haddad Tompkins wuchs auf der Insel Sullivan’s Island im US-Bundesstaat South Carolina auf, zu der sie mit ihrem Bruder namens Alex und ihrer Mutter zog, nachdem sich ihre Eltern 1980 scheiden ließen. Haddad Tompkins entstammt einer großen irisch-libanesischen Familie. 
Haddad Tompkins hatte Rollen in Fernsehserien wie zum Beispiel Desperate Housewives, Criminal Minds oder Monk.          
Haddad Tompkins ist seit dem 24. April 2010 mit Schauspielkollege Paul F. Tompkins verheiratet. 

## Filmografie (Auswahl)
- 2005: Desperate Housewives (Fernsehserie)
- 2006: Criminal Minds (Fernsehserie)
- 2007: Reinventing the Wheelers (Fernsehfilm)
- 2007: Monk (Fernsehserie)
- 2007: The Minor Accomplishments of Jackie Woodman (Fernsehserie)
- 2008: Root of All Evil (Fernsehserie)
- 2008: Best Week Ever (Fernsehserie)
- 2009: A Peacock-Feathered Blue (Kurzfilm)
- 2009: Back to Holding (Kurzfilm)
- 2010: Loveless (Kurzfilm)
- 2010: Drones
- 2010: Conan (Fernsehserie)
- 2011: Harry’s Law (Fernsehserie)
- 2011: Some Guy Who Kills People
- 2011: T Is for Tantrum (Kurzfilm)
- 2011: After Lately (Fernsehserie)